# Kingfisher (IMOCA)
Pour les articles homonymes, voir Kingfisher.
Kingfisher est un voilier monocoque 60 pieds IMOCA mis à l'eau en 2000 pour la navigatrice Ellen MacArthur avec l'aide d'Alain Gautier en tant que consultant technique. Ellen MacArthur finit deuxième du Vendée Globe 2000-2001 puis remporte la Route du Rhum 2002 sur ce bateau.

## Historique
Kingfisher a été conçu par le cabinet d'architectes navals Owen Clarke Design et construit en Nouvelle-Zélande.
Après avoir vogué sous les couleurs de Kingfisher entre les mains d'Ellen MacArthur, il devient successivement Team 888 pour Mark Denton et Jonny Malbon, Skandia pour Nick Moloney, Safran pour Marc Guillemot, Educación Sin Fronteras pour Servane Escoffier et Albert Bargues,, Fòrum Marítim Català pour Gerard Marín et Ludovic Aglaor et One Planet One Ocean & Pharmaton pour Aleix Gelabert et Didac Costa,.
Il a participé à toutes les éditions de la Barcelona World Race et les a toutes terminées, obtenant même une quatrième place en 2015 devant des bateaux plus récents et plus puissants.

## Palmarès

### Kingfisher
- 2000
  - 2e du Vendée Globe 2000-2001 avec Ellen MacArthur

- 2002
  - 1re de la Route du Rhum 2002 avec Ellen MacArthur

### Team 888
- 2003
  - 5e dans la Calais Round Britain Race 2003 en équipage, mené par Mark Denton et Jonny Malbon

### Team Cowes
- 2003
  - 6e de la Transat Jacques-Vabre 2003 avec Nick Moloney et Samantha Davies

### Skandia
- 2004
  - 4e de The Transat avec Nick Moloney
- 2005
  - 5e dans la Transat Jacques-Vabre 2005 avec Brian Thompson et Will Oxley (en)
  - Abandon dans le Vendée Globe 2004-2005 avec Nick Moloney

### Safran
- 2006
  - 7e de la Route du Rhum 2006 avec Marc Guillemot

### Educación Sin Fronteras
- 2008
  - 5e de la Barcelona World Race 2007-2008 avec Albert Bargués et Servane Escoffier

### Fòrum Marítim Català
- 2011

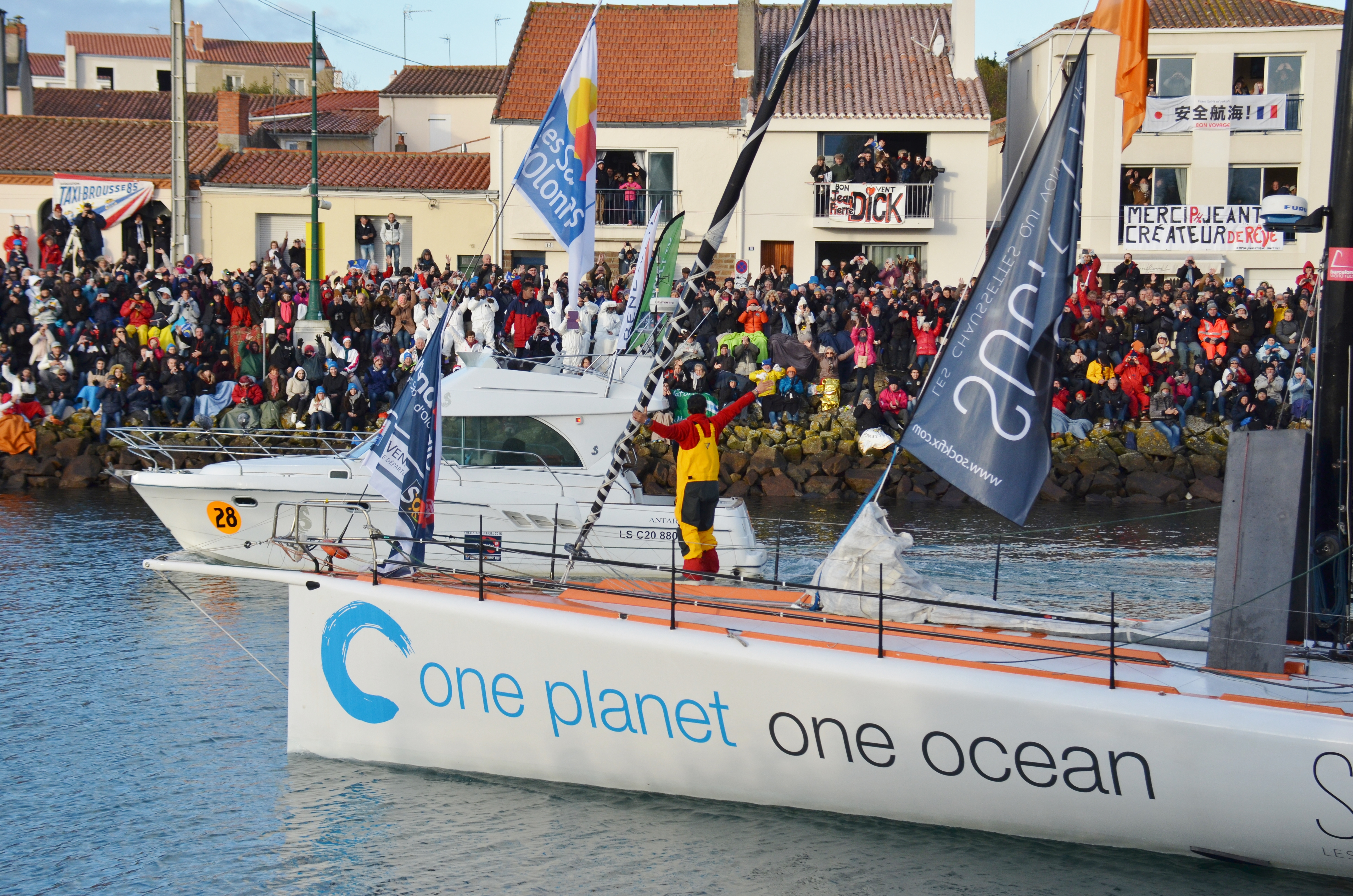
Didac Costa au départ du Vendée Globe 2016-2017

  - 8e de la Barcelona World Race 2010-2011 avec Gerard Marín et Ludovic Aglaor

### One Planet, One Ocean & Pharmaton
- 2015
  - 4e de la Barcelona World Race 2014-2015 avec Aleix Gelabert et Didac Costa
- 2017
  - 14e du Vendée Globe 2016-2017 avec Didac Costa.
- 2021
  - 20e du Vendée Globe 2020-2021 avec Didac Costa.